# Norman Wells
Norman Wells è un villaggio del Canada, situato nei Territori del Nord-Ovest, nella Regione di Sahtu.